# Kalpana Swaminathan
Pour les articles homonymes, voir Swaminathan.
Kalpana Swaminathan (en hindi : कल्पना स्वामीनाथन), née en 1956 à Bombay, est une romancière indienne de langue anglaise, auteur de roman policier.

## Biographie
Elle fait des études supérieures et devient chirurgienne pour enfants.
Elle est connue pour sa série de romans policiers ayant pour héroïne Miss Lalli.
Son roman Venus Crossing: Twelve Stories of Transit, paru en 2009, reçoit le Vodafone Crossword Book Award dans la catégorie roman en anglais (English fiction).

## Œuvre

### Romans
- The True Adventures of Prince Teentang, 1993
- Cryptic Death, 1997
- The Weekday Sisters, 2002
- Gavial Avial, 2002
- Ambrosia for Afters, 2003
- Jaldi's Friends, 2003
- The Page Three Murders. A Lalli Mystery, 2006 Paru en français sous le titre Saveurs assassines, traduit par Édith Ochs, Paris, Le Cherche midi, 2007 ; réédition, Points, « Policier » no P1913, 2008
- Bougainvillea House, 2006
- The Gardener's Song, 2007 Paru en français sous le titre La Chanson du jardinier, traduit par Édith Ochs, Paris, Le Cherche midi, 2008 ; réédition, Points, « Policier » no P2120, 2009
- The Monochrome Madonna[1], 2010
- I Never Know It Was You, 2012
- The Secret Gardener, 2013

### Recueils de nouvelles
- Dattatray's Dinosaur and Other Stories, 1994
- Ordinary Mr Pai Two Urban Fairy Tales, 2000
- Venus Crossing: Twelve Stories of Transit, 2009